# Параткуль
Паратку́ль (рос. Параткуль) — село у складі Далматовського району Курганської області, Росія. Адміністративний центр Параткульської сільської ради.
Населення — 185 осіб (2010, 259 у 2002).
Національний склад станом на 2002 рік: росіяни — 99 %.